# Mario Riccoboni
Mario Riccoboni (Sampierdarena, 16 febbraio 1889 – Monterosso al Mare, 15 maggio 1968) è stato un velocista italiano.

## Biografia
Nel 1920 prese parte ai Giochi olimpici di Anversa, chiudendo la gara dei 100 metri piani ai quarti di finale e quelle dei 200 metri piani e della staffetta 4×100 metri nelle batterie di qualificazione.

## Palmarès
| Anno | Manifestazione  | Sede    | Evento                | Risultato        | Prestazione | Note |
| ---- | --------------- | ------- | --------------------- | ---------------- | ----------- | ---- |
| 1920 | Giochi olimpici | Anversa | 100 metri piani       | Quarti di finale | 11"2 s      |      |
| 1920 | Giochi olimpici | Anversa | 200 metri piani       | Batteria         | n/d         |      |
| 1920 | Giochi olimpici | Anversa | Staffetta 4×100 metri | Batteria         | dq (43"6 s) |      |

## Campionati nazionali
1920
- Argento ai campionati italiani assoluti, 200 m piani - 23"4/5
- Argento ai campionati italiani assoluti, 100 m piani - 11"5

1922
- Bronzo ai campionati italiani assoluti, 200 m piani - 23"00
- Argento ai campionati italiani assoluti, staffetta 4x400 m - 3'29"2/5